# Carlo Antonio Bertinazzi

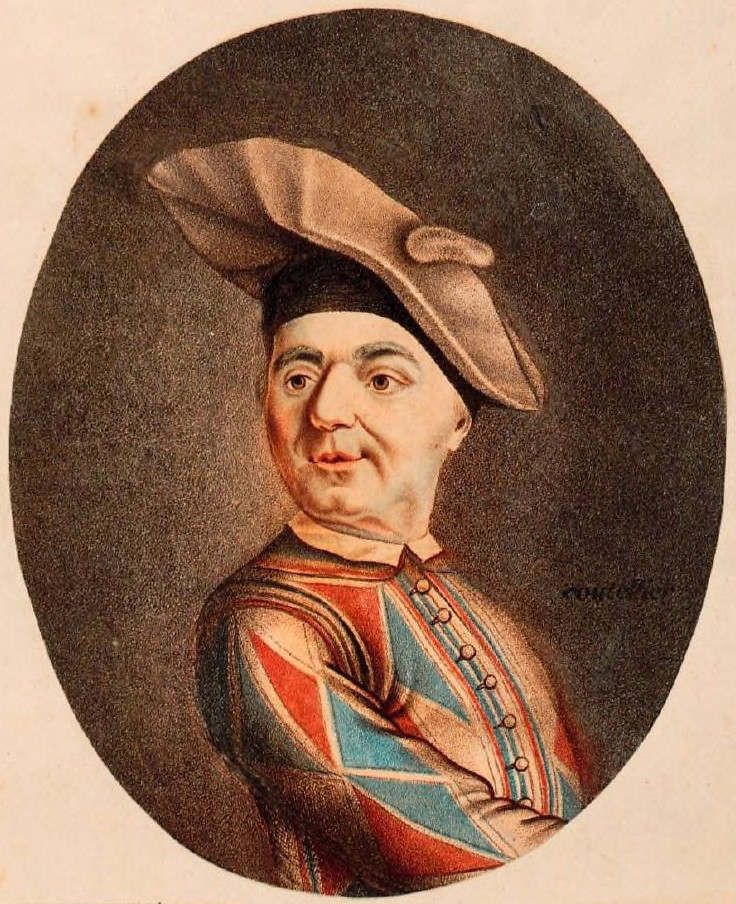
Carlo Antonio Bertinazzi

Carlo Antonio Bertinazzi (* 2. Dezember 1710 in Turin; † 6. September 1783 in Paris) war Schauspieler der Commedia dell’arte. Unter dem Künstlernamen Carlin war er zu seiner Zeit einer der bekanntesten Schauspieler in Frankreich. Er war mit der Schauspielerin Françoise-Suzanne Foulquier verheiratet.
Von 1742 bis zu seinem Ruhestand spielte er am italienischen Theater in Paris die Rolle des Harlekin mit stetigem Erfolg. Mit seinem echten, natürlichen und komischen Auftreten und der Fröhlichkeit seiner Lazzi spielte er zum Entzücken des Publikums.
Sein Künstlername Carlin wurde namensgebend für die französische Bezeichnung der Hunderasse Mops.

## Schriften
- Les Nouvelles métamorphoses d’Arlequin, (die neuen Verwandlungen des Harlekin), Komödie in 5 Akten, 1763.
- Compliment de rentrée, 1777
- Briefwechsel mit Clemens XIV.